# Sanctuaire Himegamisha
Le sanctuaire Himegamisha (比売神社, , Himegamisha) est un sanctuaire shinto de la ville de Nara dans la préfecture de Nara au Japon. Il a été érigé en 1981 par les habitants du voisinage sur la tombe appelée Hime-zuka (« tombe de la princesse ») estimée être le lieu de sépulture de la princesse Tōchi, une impératrice consort de l'empereur Kōbun. Il s'agit d'un sessha (sanctuaire subsidiaire) du sanctuaire Kagami.

## Histoire
Dans les années 1930, le Hime-zuka devenu propriété de la nation est géré par le bureau des affaires financières de Nara. Plusieurs décennies plus tard, cette tombe est mise à la disposition des résidents de ce quartier. Ils commencent à construire un sanctuaire pour y consacrer la princesse Tōchi afin de faire revivre ce secteur.Le terrain d'une superficie de 320 m2 a été donné au Shin-Yakushi-ji et les cérémonies shinto organisées dans le sanctuaire sont déléguées au prêtre en chef du sanctuaire Kagami.
La cérémonie d'inauguration a lieu à l'été 1980 et la cérémonie de pose de toit à la fin de cette même année en collaboration avec le temple Shin Yakushi-ji et le sanctuaire Kagami. La cérémonie célébrant la consécration a lieu le 10 mai 1981 qui est le jour converti au calendrier solaire du 7e jour du 4e mois de la mort de la princesse.

## Galerie

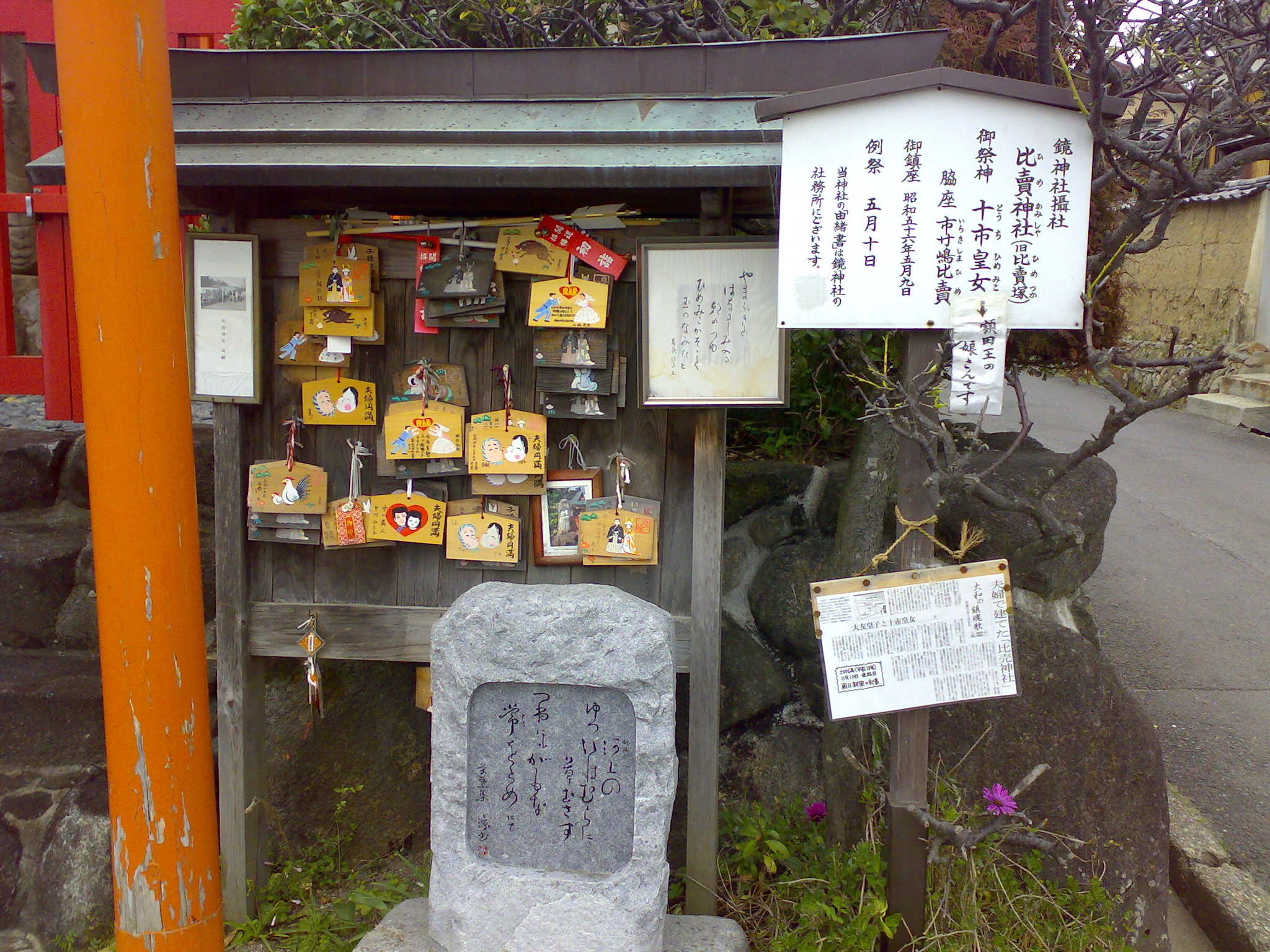
Les gens font des vœux de mariage et des emas sont suspendus au mur.
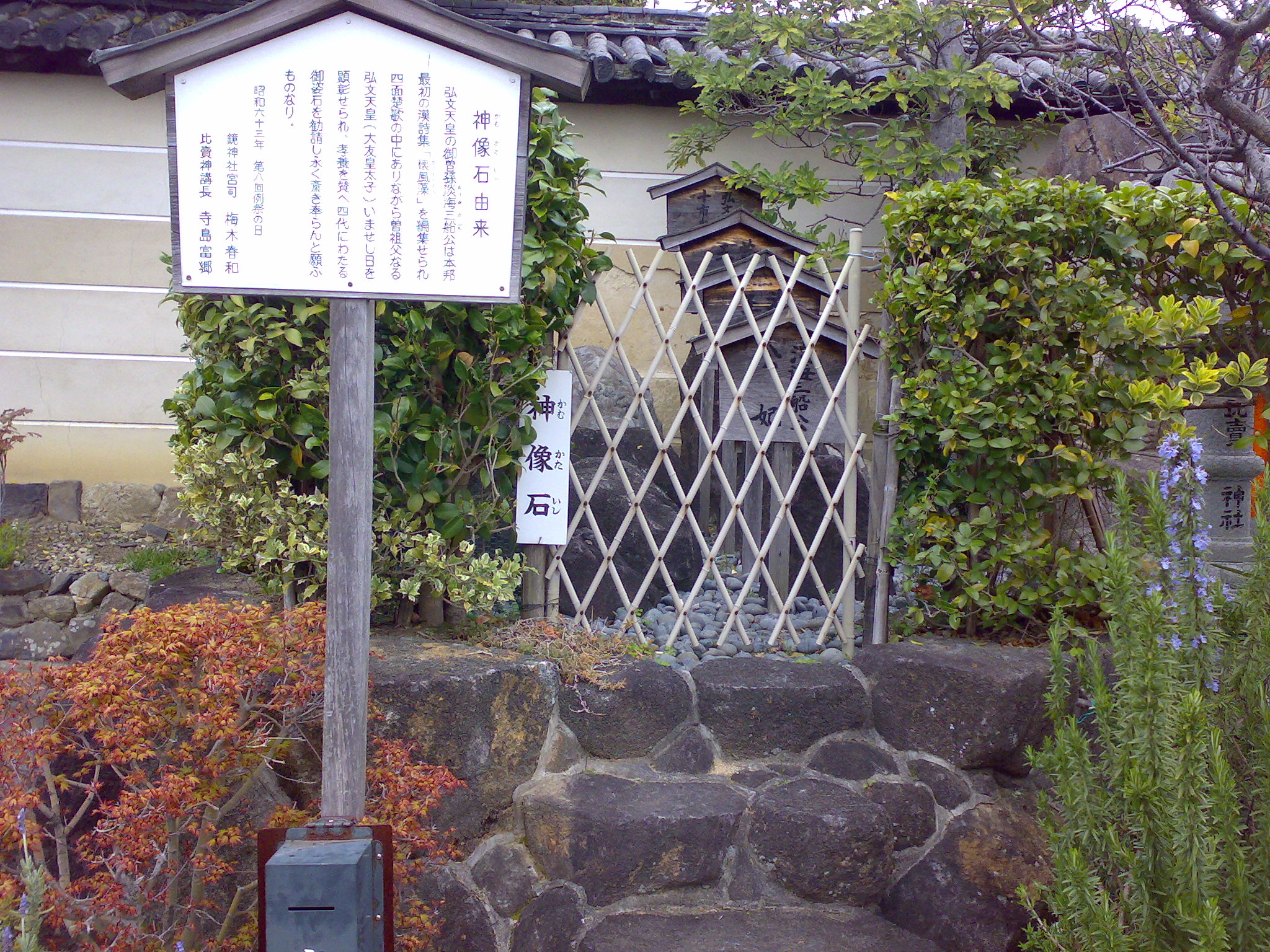
Kamukataishi (déités en pierre). En face d'une grosse pierre où est sculptée l'image d'un couple à l'air heureux, se trouvent quatre pierres qui consacrent l'empereur Kōbun et trois générations de sa lignée.

## Source de la traduction
- (en) Cet article est partiellement ou en totalité issu de l’article de Wikipédia en anglais intitulé « Himegamisha Shrine, Nara » (voir la liste des auteurs).